# Marta Herraiz
Marta Fernández Herraiz (Santiago de Compostela 1980) es consultora española, fundadora de LesWorking, y Codirectora General de REDI, Red Empresarial por la Diversidad e Inclusión LGBTI. Abiertamente lesbiana, es considerada una de las personas del colectivo LGBT más influyentes de España.

## Biografía
Nació en Santiago de Compostela en 1980. Tiene una doble licenciatura en Derecho y Empresas por la Universidad Carlos III de Madrid y un máster en administración de empresas por el Instituto de Empresa. Trabajó durante más de diez años en consultoría estratégica y de negocio para empresas multinacionales como KPMG, desarrollando proyectos en España, Italia, Estados Unidos, México y Argentina.
Es la fundadora de LesWorking, que es la primera red profesional internacional para mujeres lesbianas cuyo objetivo es conectar y empoderar a las mujeres lesbianas promoviendo una visibilidad integradora y positiva de la comunidad lésbica.
Herraiz es Codirectora General de la Asociación REDI, Red Empresarial por la Diversidad e Inclusión LGBTI en España, que es a su vez la primera asociación interempresarial de profesionales y foro de referencia en materia de diversidad e inclusión de los empleados/as LGBTI+ y aliados/as en España.
También es integrante del Board de la European Lesbian* Conference (EL*C), una red de mujeres activistas lesbianas de Europa y Asia Central. Además, es embajadora de It Gets Better España, y alumni del Departamento de Estado de los Estados Unidos.
Ha sido ponente en TEDx Valladolid y ha participado en foros nacionales e internacionales en Europa, Estados Unidos y Latinoamérica.
Junto con Kira Fumero, ha publicado Lesbianas, así somos, para abordar la realidad de las mujeres lesbianas, todavía muy desconocida.

## Reconocimientos
Es considerada una de las personas del colectivo LGBT más influyentes de España, según rankings elaborados por medios de comunicación como El Mundo, El Confidencial o El Español.
También ha sido considerada una de las Top100 Mujeres Líderes, recibió una Estrella de la Mujer y un premio LGBT de la Comunidad de Madrid, un premio Baeza Diversidad y ha sido nominada a los premios EPIC del IE en 2018.